# Kamp Rhijnauwen
Kamp Rhijnauwen (Bewarings- en Verblijfkamp Rhijnauwen) was een interneringskamp dat na de Tweede Wereldoorlog werd gebouwd om gearresteerde NSB'ers en collaborateurs die in de oorlog de kant van de Duitsers hadden gekozen, vast te zetten. Aanvankelijk werden de gearresteerde personen kort na de bevrijding in Utrecht gevangen gezet. Eind mei 1945 besloot het Militair Gezag net buiten de stad Utrecht een groot kamp te bouwen, vlak naast Fort bij Rijnauwen. Het kamp bestond uit 22 barakken en vier bewakingstorens.
In september 1945 werden de eerste 842 gevangenen van Fort de Bilt overgebracht naar Kamp Rhijnauwen. Zij werden tewerkgesteld bij boeren en bedrijven in de omgeving.
Het kamp werd geleid door een kampcommandant, waarvan er acht zijn geweest in de periode van 2,5 jaar dat het kamp bestond.
In januari 1948 werden de laatste politieke delinquenten naar elders overgebracht, en werden 5 barakken door de gemeente Utrecht in september 1948 overgekocht.